# شخصیت (فعالیت‌های هنری)

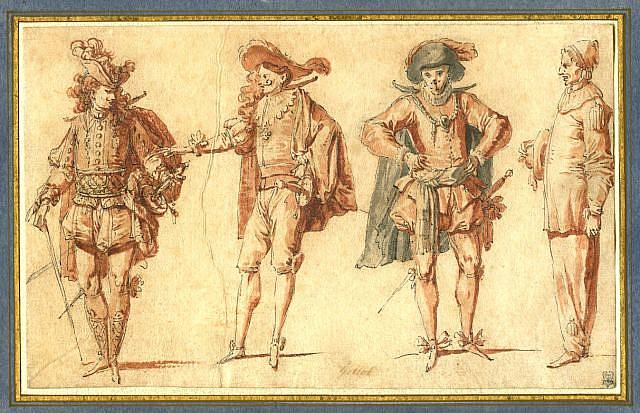
چهار شخصیت کمدیا دلآرته که لباس‌ها و رفتارشان نشان دهنده نقش شخصیت‌های قراردادی است که در این ژانر به تصویر می‌کشند.

در ادبیات داستانی، شخصیت (به انگلیسی: Character) یک شخص یا موجود دیگر در یک روایت (مانند یک رمان، نمایشنامه، برنامه رادیویی، مجموعه تلویزیونی، موسیقی، فیلم، یا بازی ویدیوئی) است. این شخصیت ممکن است کاملاً تخیلی یا مبتنی بر یک شخص واقعی باشد، در این صورت ممکن است تمایز یک شخصیت «تخیلی» در مقابل «واقعی» ایجاد شود.

## همذات پنداری با شخصیت
به باور پرکینز، ارتباط ما با شخصیت‌های فیلم و داستان آن، شباهت به یک نوع همذات‌پنداری دارد. اما این همذات‌پنداری به معنای یکی شدن کامل با شخصیت نیست؛ بلکه به این معناست که خودمان را به آن‌ها نزدیک می‌بینیم و با آن‌ها ارتباط برقرار می‌کنیم. این نزدیکی گاهی به شکل احساس برتری نسبت به شخصیت‌ها بروز می‌کند، به ویژه در ژانر کمدی. در این موارد، مخاطب با دیدن اشتباهات و مشکلات شخصیت‌ها، احساس رضایت و برتری پیدا می‌کند. این مکانیسم دفاعی به مخاطب اجازه می‌دهد تا از مشکلات خود فاصله بگیرد و لحظاتی را به خنده و تفریح بپردازد.